# The Outsiders (альбом Эрика Чёрча)
| Совокупная оценка    | Совокупная оценка |
| Источник             | Оценка            |
| -------------------- | ----------------- |
| Metacritic           | 82/100            |
| Оценки критиков      |                   |
| Источник             | Оценка            |
| AllMusic             | [ 2 ]             |
| American Songwriter  | [ 3 ]             |
| Country Weekly       | A                 |
| Entertainment Weekly | A                 |
| The Guardian         | [ 6 ]             |
| Newsday              | B+                |
| The Oakland Press    | [ 8 ]             |
| Rolling Stone        | [ 9 ]             |
| Spin                 | 9/10              |
| USA Today            | [ 11 ]            |

The Outsiders — четвёртый студийный альбом американского кантри-певца Эрика Чёрча, изданный 11 февраля 2014 года на студии EMI Nashville, диск возглавил американские хит-парады Billboard 200 и Top Country Albums и канадский чарт Canadian Albums Chart. Первого марта с тиражом в 288,000 копий в дебютную неделю стал № 1 в США. Troubadour стал 2-м в карьере певца диском, возглавлявшим основной американский хит-парад Billboard 200 и 2-м его № 1 в чарте Top Country Albums.
Во вторую неделю релиза тираж составил 74,000 (и альбом переместился на № 2). К марту 2014 года общий тираж в США составил 476,000 копий.

## История
Альбом получил положительные отзывы музыкальной критики и интернет-изданий, например, American Songwriter, Country Weekly, Entertainment Weekly, Spin, USA Today. По словам главного редактора русской версии журнала Rolling Stone: «… в этом кантри-шедевре Эрик Чёрч сгущает краски почти до нуара».
В 2014 году альбом The Outsiders был номинирован на премию Грэмми в категории Лучший кантри-альбом.
Также в 2014 году Чёрч выступал вместе с рок-гитаристкой и певицей Лиззи Хейл на музыкальном фестивале СМТ, и спел с ней дуэтом свою песню «That’s Damn Rock & Roll» на церемонии вручения музыкальной премии СМТ.

## Коммерческий успех
В первую неделю релиза было продано 288,000 копий альбмоа в США и он дебютировал на первых местах в американских хит-парадах Billboard 200 и Top Country Albums. Он стал вторым диском Чёрча, побывавшем на вершине чарта и лучшей продажей дебютной недели для кантри-альбома впервые после Crash My Party певца Luke Bryan. Во вторую неделю релиза альбом ушёл на второе место с тиражом 74,000 копий.
К июлю 2015 года тираж достиг 1 млн копий, а к апрелю 2017 превысил 1,240,200 копий в США. 29 апреля 2019 года альбом был сертифицирован в 2-кр. платиновом статусе ассоциацией RIAA за тираж в 2 млн копий (продажи плюс стриминг).

## Список композиций
| №                   | Название                                       | Автор(ы)                               | Длительность |
| ------------------- | ---------------------------------------------- | -------------------------------------- | ------------ |
| 1.                  | «The Outsiders»                                | Эрик Чёрч, Casey Beathard              | 4:12         |
| 2.                  | «A Man Who Was Gonna Die Young»                | Эрик Чёрч, Jeremy Spillman             | 3:13         |
| 3.                  | «Cold One»                                     | Эрик Чёрч, Luke Hutton, Jeff Hyde      | 3:25         |
| 4.                  | «Roller Coaster Ride»                          | Эрик Чёрч, Hyde, Ryan Tyndell          | 4:36         |
| 5.                  | «Talladega»                                    | Эрик Чёрч, Luke Laird                  | 4:22         |
| 6.                  | «Broke Record»                                 | Эрик Чёрч, Hyde                        | 3:29         |
| 7.                  | «Like a Wrecking Ball»                         | Эрик Чёрч, Beathard                    | 3:18         |
| 8.                  | «That's Damn Rock & Roll»                      | Эрик Чёрч, Beathard, Michael P. Heeney | 4:26         |
| 9.                  | «Dark Side»                                    | Эрик Чёрч, Travis Meadows, Spillman    | 3:38         |
| 10.                 | «Devil, Devil (Prelude: Princess of Darkness)» | Эрик Чёрч, Beathard, Monty Criswell    | 8:02         |
| 11.                 | «Give Me Back My Hometown»                     | Эрик Чёрч, Laird                       | 4:12         |
| 12.                 | «The Joint»                                    | Эрик Чёрч, Beathard                    | 3:47         |
| Общая длительность: | Общая длительность:                            | Общая длительность:                    | 50:42        |

## Чарты
| Чарт (2014-15)                     | Лучший результат |
| ---------------------------------- | ---------------- |
| Австралия (ARIA)                   | 23               |
| Австралия (Country Albums, ARIA)   | 3                |
| Канада (Canadian Albums Chart)     | 1                |
| США (Billboard 200)                | 1                |
| США (Billboard Top Country Albums) | 1                |

| Чарт (2014)                         | Позиция |
| ----------------------------------- | ------- |
| Канада (Canadian Albums, Billboard) | 48      |
| США (Billboard 200)                 | 13      |
| США (Top Country Albums, Billboard) | 4       |

| Год  | Сингл                      | Высшая позиция | Высшая позиция     | Высшая позиция | Высшая позиция | Высшая позиция |
| Год  | Сингл                      | US Country     | US Country Airplay | US             | CAN Country    | CAN            |
| ---- | -------------------------- | -------------- | ------------------ | -------------- | -------------- | -------------- |
| 2013 | «The Outsiders»            | 6              | 25                 | 51             | 37             | 32             |
| 2014 | «Give Me Back My Hometown» | 4              | 1                  | 36             | 1              | 30             |
| 2014 | «Cold One»                 | 20             | 20                 | 88             | 19             | 87             |
| 2014 | «Talladega»                | 2              | 1                  | 43             | 1              | 51             |
| 2015 | «Like a Wrecking Ball»     | 6              | 11                 | 51             | 32             | 75             |

## Сертификации
| Регион | Сертификация  | Продажи               |
| --- | ------------- | --------------------- |
| Канада (Music Canada) | Платиновый    | 80 000^               |
| США (RIAA) | 2× Платиновый | 2,000,000 / 1,240,200 |
| ^ Данные о тиражах приведены только на основе сертификации. · Данные о продажах + прослушиваниях приведены только на основе сертификации. |               |                       |